# Teatrul Chinezesc Grauman
Teatrul Chinezesc al lui Grauman (în engleză Grauman's Chinese Theatre) sau Teatrul Chinezesc TCL este un palat cinematografic, situat pe emblematicul Hollywood Walk of Fame al Bulevardului Hollywood din Los Angeles, California.
Clădirea a fost proiectată ca urmare a succesului încasat de Teatrul Egiptean Grauman din apropiere, deschis în 1922. Ambele edificii au fost construite în stil renascentist exotic. Teatrul a fost inaugurat pe 18 mai 1927, cu premiera filmului The King of Kings al lui Cecil B. DeMille. De atunci a găzduit numeroase premiere, inclusiv lansarea din 1977 a filmului Star Wars al lui George Lucas. Tot aici au avut loc trei ceremonii de decernare a premiilor Oscar.
Printre simbolurile teatrului se numără ansamblul de blocuri din beton din curtea interioară, care poartă semnăturile și amprentele celebrităților cinematografiei americane din anii 1920 până în prezent.
În 2013, Teatrul Chinezesc a încheiat un parteneriat cu IMAX Corporation pentru a transforma clădirea într-un cinematograf IMAX cu design personalizat. Teatrul recent renovat are o capacitate de 932 de locuri și dispune de unul dintre cele mai mari ecrane de film din America de Nord.

## Istorie

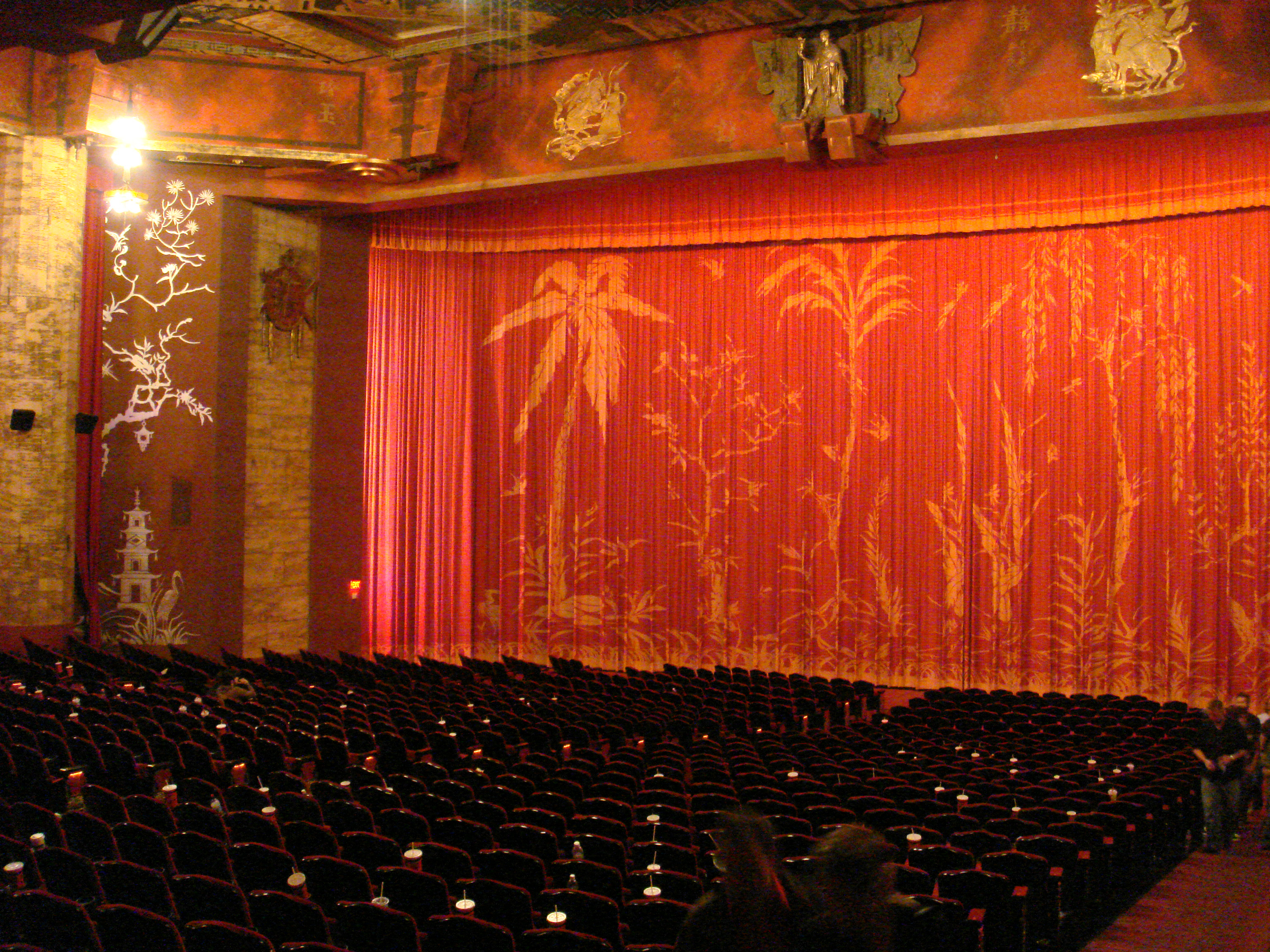
Sala de cinema din interiorul Teatrului Chinezesc, 2007

După succesul înregistrat cu Teatrul Egiptean, impresarul Sid Grauman (1879–1950) a apelat la afaceristul Charles E. Toberman pentru obținerea unui contract de închiriere pe termen lung a proprietății de pe Bulevardul Hollywood nr. 6925, deținută de actorul Francis X. Bushman. În semn de apreciere, pe fațada teatrului a fost instalată o placă dedicată actorului.
În timpul construcției, Grauman l-a angajat pe Jean Klossner la fabricarea unui beton extrem de dur pentru piațeta din fața teatrului. Klossner a devenit mai târziu cunoscut sub numele de „Domnul Amprentă”, realizând ceremoniile de amprentare din 1927 până în 1957.
Există multe povești care explică originea amprentelor. Potrivit relatării oficiale a teatrului, actrița Norma Talmadge este cea care a inspirat tradiția, atunci când a călcat accidental în betonul umed. Cu toate acestea, într-un scurt interviu acordat în 13 septembrie 1937, Grauman a relatat o altă versiune, în care el era autorul primelor însemnări.
Atractivitatea Teatrului Chinezesc a fost întotdeauna dată de grandoarea și decorul său. În 1952, John Tartaglia, artistul Catedralei Sfânta Sofia din Los Angeles, a devenit decoratorul principal al Teatrului Chinezesc, precum și al lanțului de teatre deținut pe atunci de Fox West Coast Theatres. Ulterior, el a continuat munca lui Klossner, la recomandarea lui J. Walter Bantau, pentru ceremoniile de amprentare.
Tartaglia a efectuat prima sa ceremonie pentru Jean Simmons în 1953, cu ocazia premierei filmului Tunica, prima premieră în Cinemascop. Deși inițial s-a crezut că înlocuirea lui Klossner va fi o slujbă temporară pentru Tartaglia, dedicarea sa a dus la o carieră de 35 de ani, în care ultima dată a performat ca maestru zidar/artist al betonului în onoarea lui Eddie Murphy, în mai 1987. Tartaglia a fost recunoscut în mod oficial de către orașul Los Angeles în octombrie 2011.
Teatrul Chinezesc a fost declarat monument istoric și cultural în 1968, și a fost supus de atunci unor proiecte de restaurare.
Exteriorul teatrului este menit să semene cu o uriașă pagodă chinezească. Designul prezintă un dragon chinezesc de-a lungul fațadei, cu doi lei autentici din dinastia Ming care păzesc intrarea principală, și siluetele unor mici dragoni de-a lungul părților laterale ale acoperișului de cupru. Ideea era de a oferi spectatorilor o atmosferă asiatică, specifică Chinei, despre care majoritatea americanilor știau foarte puțin.
Teatrul Chinezesc a găzduit ceremoniile de decernare a premiilor Oscar din 1944, 1945 și 1946; acestea au loc acum la Teatrul Dolby din apropiere, cunoscut anterior sub numele de Teatrul Kodak.

## Amprente

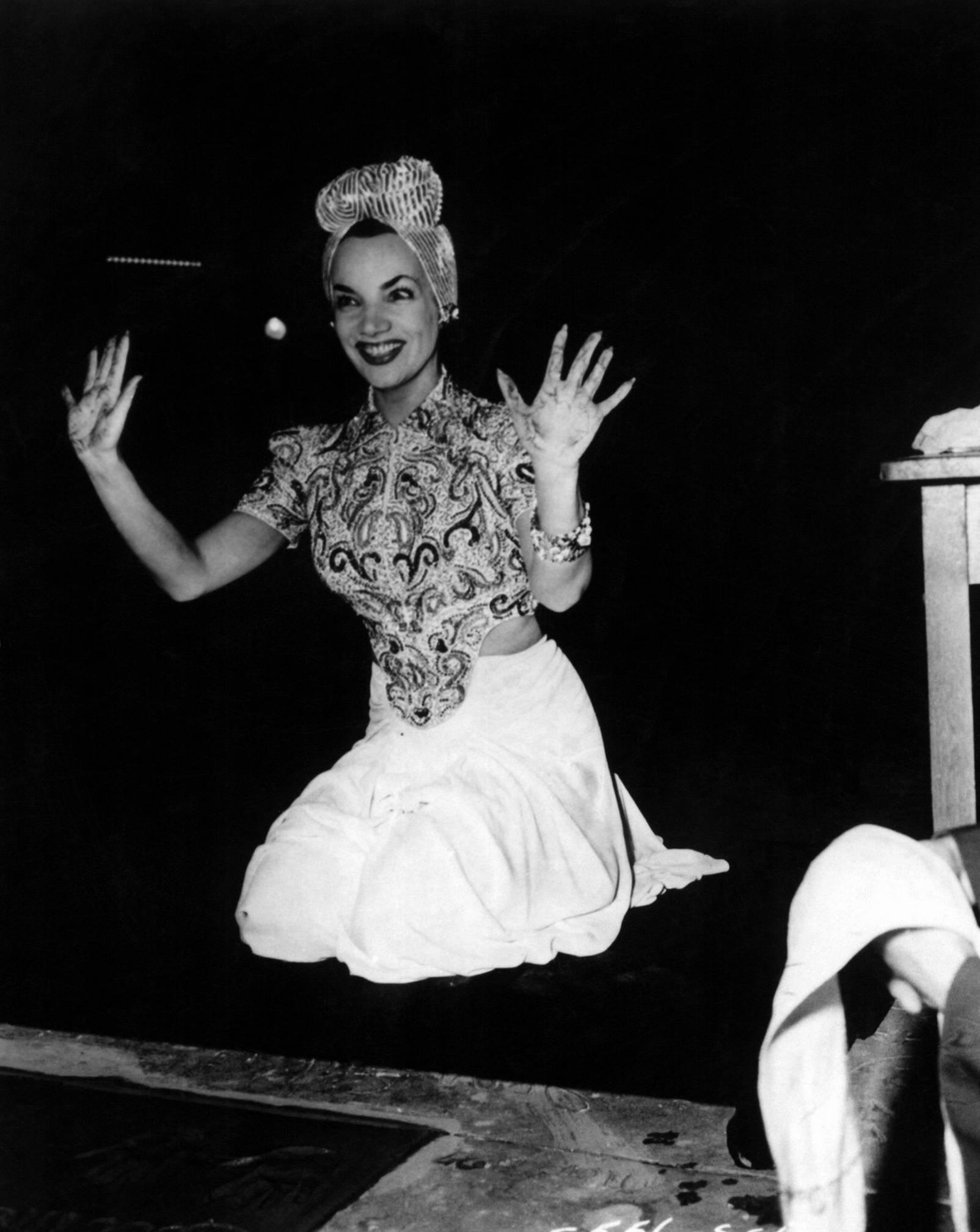
Ceremonia de amprentare a lui Carmen Miranda, 1941

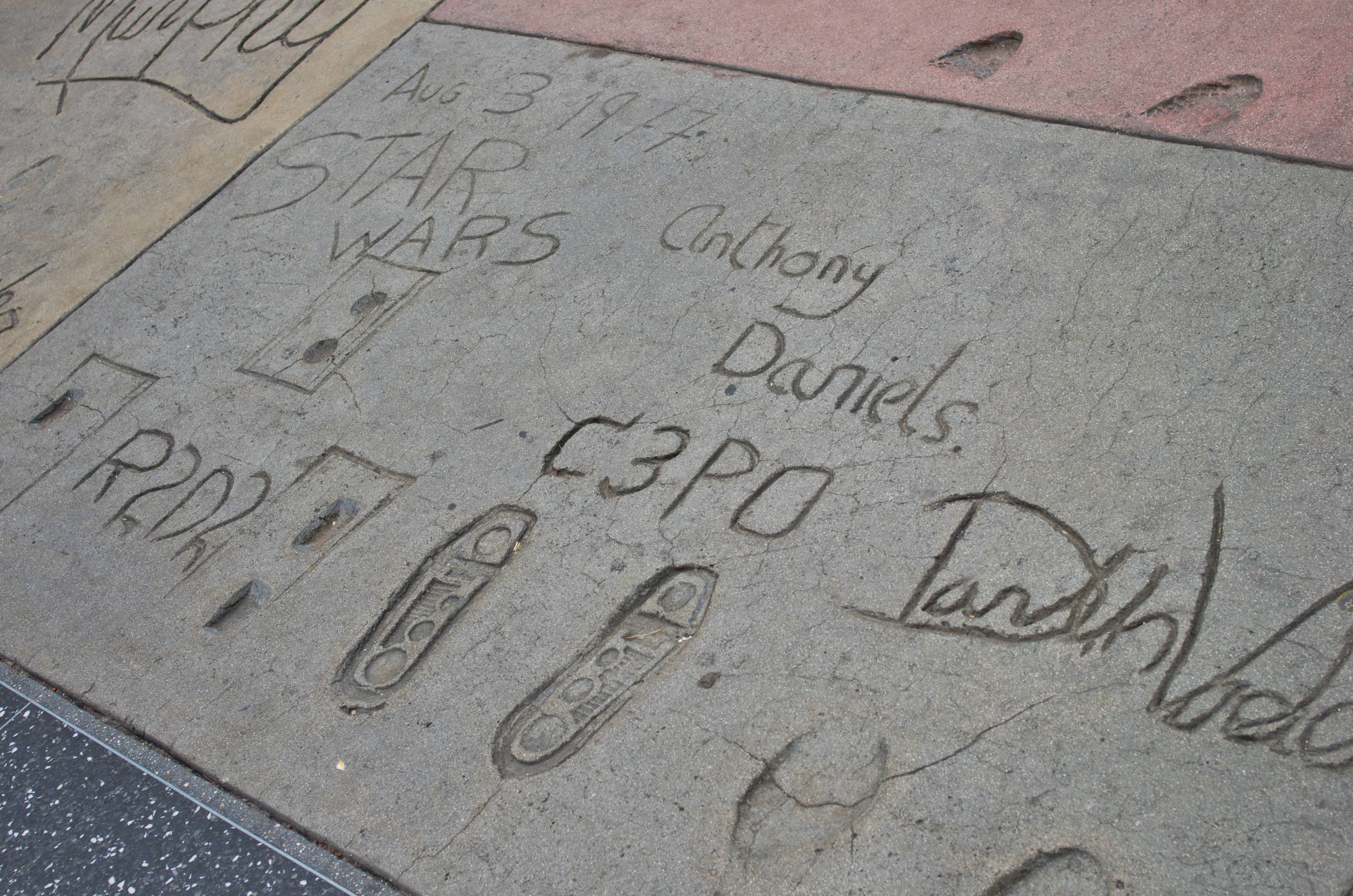
Amprentele starurilor Star Wars, 1977

Aproape 200 de amprente de mâini, picioare și autografe se află în betonul din fața teatrului. Douglas Fairbanks și Mary Pickford au fost primii artiști onorați, în cadrul unei ceremonii din 30 aprilie 1927.
Variații ale acestei onorate tradiții sunt amprentele ochelarilor lui Harold Lloyd, trabucul lui Groucho Marx, dreadlock-ul lui Whoopi Goldberg, baghetele folosite de starurile din Harry Potter (Daniel Radcliffe, Rupert Grint și Emma Watson), profilul facial al lui John Barrymore (reflectând porecla sa „The Great Profile”), picioarele lui Betty Grable și cercelul lui Marilyn Monroe.
Starurile western William S. Hart și Roy Rogers au lăsat amprentele armelor lor. John Wayne și-a lăsat amprentele bocancilor și ale pumnilor, iar Herbie, un Volkswagen Broscuță, a lăsat amprentele cauciucurilor sale. Urmele copitelor calului lui Tom Mix, „Tony”, ale calului lui Gene Autry, „Champion”, și ale calului lui Rogers, „Trigger”, au fost lăsate în beton alături de amprentele proprietarilor lor.